# República Dominicana nos Jogos Olímpicos de Verão de 1976
A República Dominicana competiu nos Jogos Olímpicos de Verão de 1976, realizados em Montreal, Canadá.